# السمنة في جمهورية أيرلندا
السمنة في جمهورية أيرلندا هي مصدر قلق صحي كبير. يوجد في أيرلندا أحد أعلى معدلات السمنة في أوروبا. 60٪ من البالغين ، وأكثر من 20٪ من الأطفال والشباب في البلاد يعانون من زيادة الوزن أو السمنة. في عام 2011 ، كان 23.4 ٪ من سكان البلاد يعانون من السمنة المفرطة. زاد مؤشر كتلة الجسم في البلاد بمقدار 1.1 كجم / م² بين عامي 1990 و 2001 و 0.6 كيلوغرام (1.3 رطل) / م² بين عامي 2001 و 2011. وجدت دراسة أجرتها ببمد أن السمنة بين الأطفال تحديدًا في أيرلندا انخفضت من 25٪ في عام 2005 إلى 16٪ بحلول عام 2019؛ ومع ذلك ، حذرت الدراسة من أن السمنة لا تزال مشكلة خطيرة في أيرلندا.